# Colchester (Connecticut)
Colchester ist eine Stadt im New London County im US-Bundesstaat Connecticut, Vereinigte Staaten, mit 15.300 Einwohnern (Stand: 2004). Das Stadtgebiet hat eine Größe von 129,0 km².

## Geographie

### Geographische Lage
Colchester liegt an der Connecticut State Route 2 zwischen New London und Hartford im Osten des Bundesstaats Connecticut.  

### Nachbargemeinden
| Marlborough (Hartford County)   | Hebron                                      | Lebanon |
| East Hampton (Middlesex County) | Kompassrose, die auf Nachbargemeinden zeigt | Bozrah  |
| East Haddam (Middlesex County)  | East Haddam (Middlesex County)              | Salem   |

## Bildung
Colchester verfügt über eine Grundschule, eine Intermediate School (Klassenstufen 3–5), eine Middle School (Klassenstufen 6–8) und eine High School, die 1803 eröffnete Bacon Academy.

## Söhne und Töchter der Stadt
- Epaphroditus Champion (1756–1834), Politiker
- Henry C. Deming (1815–1872), Politiker
- William R. Green (1856–1947), Jurist und Politiker